# DS Bimoji Training
DS Bimoji Training (en japonès: DS美文字トレーニング,, en català: Entrenament de cal·ligrafia DS) és un videojoc de shodō per a Nintendo DS desenvolupat per indieszero i publicat per Nintendo. Va ser llançat exclusivament al Japó el 13 de març de 2008. Forma part de la sèrie Touch! Generations.

## Jugabilitat
El joc ajuda el jugador a millorar la seva cal·ligrafia, puntuant els seus traços, emfatitzant-ne les diferents parts i indicant-ne l'ordre. Es juga subjectant la Nintendo DS al costat, com un llibre, i segueix un estil d'entrenament diari, de manera semblant al Brain Training. Permet a tres jugadors crear perfils i comparar les seves puntuacions. A més, DS Bimoji Training inclou altres modes de joc, com ara un mode multijugador, un qüestionari sobre l'ordre dels traços, un diccionari amb cada caràcter que inclou diferents tipografies i la seva història, i una modalitat en què el jugador escriu consecutivament tots els 3099 caràcters kana i kanji del joc, estilitzat com una pujada al mont Fuji.
Va ser supervisat per l'Associació Japonesa de Certificació d'Habilitats en Cal·ligrafia i es va llançar amb el Bimoji Fude (美文字筆), un llapis especial en forma de pinzell.

## Recepció
DS Bimoji Training havia venut 608.173 còpies el 2012.